# Prinsessehøj
Prinsessehøj er en fredet rundhøj ved Sorgenfri Kirke og beliggende i Lyngby-Taarbæk Kommune.
Den har en diameter på 15 meter og er 2,5 meter høj. Et bøgetræ vokser oven på højen.
Prinsessehøjen er fra Bronzealderen.
Da Nationalmuseet undersøgte højen i 1899 beskrev de den som:
| „ | En rund Høi "Prinsessehøi", noget bevoxet. 2,50 Meter høi, oprindelig c. 15 Meter i Tværmaal, men nu noget afgravet mod Nord og Øst. Bevoksning: 1988: Græs og Løvtræer. | “ |

Prinsessehøjs navn er muligvis opstået "fordi dronning Caroline Amalie hyppigt gik aftentur ud til højen med prinsesserne".
Det fortælles endvidere at Frederik 7. fik udgravet højen og plantet træet.
Der er adgang til højen via I.H. Mundts Vej og Hummeltoftevej fra Sorgenfri-siden hvor der er parkeringsmuligheder, men også fra Prinsessestien i Lyngby Åmose er der adgang.
Børnehavnen Prinsessehøj ligger umiddelbart ved siden af.
Det ansvarlige museum for højen er Kroppedal Museum.
F.C. Kiærschou malede i 1871 et maleri med titlen "Udsigt fra Prinsessehøj over Lyngby Sø".
Dansebakken ligger omkring en kilometer øst for Prinsessehøj.